# 빅커스 6 톤
빅커스 6톤 경전차 또는 빅커스 마크E는 빅커스사에서 자비로 설계한 영국산 경전차다. 영국 육군은 이 전차를 도입하지 않았으나 많은 외국 군대가 이 전차를 도입했고, 소비에트 연방이 T-26 경전차로 거의 완벽하게 복제하기도 했다. 또한 폴란드의 7TP는 이 전차의 후계 차량이다. 제2차 세계 대전이 시작될 즈음, 이 전차는 르노 FT-17 이후 세계적으로 두 번째로 가장 보편적인 전차 설계의 기준이 되었다.

## 역사
최초의 빅커스 Mk.E는 1928년에 개발되었다. 이 전차를 개발한 설계팀에는 유명한 전차 설계자인 존 발렌타인 카든과 비비안 로이드가 포함되어 있었다. 차체는 리벳 강철판으로 만들어졌으며, 차체 및 포탑 전면은 장갑판 두께가 25mm였고, 차체 상부의 얇은 부분은 19mm 정도였다. 추진력은 80 ~ 95 마력(버전에 따라 다르다)을 내는 암스트롱 시들리 푸마 엔진이었다. 이 엔진은 도로 상에서 최고 속도 35km/h를 냈다.
서스펜션은 2개의 차축을 사용하여, 판 용수철(leaf spring)으로 연결된 2개의 바퀴로 구성된 보기륜에 힘을 전달했다. 셋트로 구성된 보기륜이 전진하는 운동이 스프링을 통해 다른 보기륜을 끌고가도록 되어 있었다. 이 시스템은 제법 괜찮은 시스템으로 간주되었고, 비록 비슷한 시기의 크리스티식 서스펜션과 비교하지는 못했지만 일반적인 야지 성능보다 좋았다. 고강도 강철 궤도는 동시대의 전차들보다 양호한 5000 km (3000 마일) 이상의 수명을 제공했다.
이 전차는 2가지 버전이 만들어졌다.
- A형 - 2개의 포탑을 가졌으며, 각 포탑마다 빅커스 기관총이 설치되었다.
- B형 - 1개의 2인승 포탑을 얹었으며 이 포탑에는 기관총 1정과 단포신 47mm 포가 설치되었다.

B형은 진정한 혁신품임을 입증했는데, 2인승 포탑이 여타 무기들의 발사속도를 극적으로 증대시켰다는 점을 입장했던 것이다. 설계자들이 "이중 설치"(duplex mounting)라고 불렀던 이 설계가 이후 모든 전차의 설계에 공통적인 요소가 되었다.
서스펜션의 성능을 의심한 영국 육군은 이 전차를 채용하지 않았다. 그러자 빅커스는 모든 구매자들에게 이 전차의 설계를 홍보하기 시작했고, 곧 소련, 그리스, 폴란드, 볼리비아, 시암(태국), 핀란드, 포르투갈, 중국과 불가리아로부터 주문을 받았다. 그러나 영국은 제2차 세계 대전이 일어났을 때 사들였다. 빅커스는 총 153대를 생산했다.
폴란드에서 실시된 시험에서 빅커스E는 공냉식 푸마 엔진의 공기 흡입량이 적어 과열되는 경향을 보였다. 이 문제는 차체 측면에 더 큰 공기 통풍구를 추가하는 방안이 제안되었다. 이 때문에 벨기에가 새로 주문했을때에는 엔진을 롤스로이스 팬텀II 수냉식 엔진으로 교체했다. 이 엔진은 차체 후방에 장착할 수 없어서 전차의 왼쪽 측면에 장착했고, 이 때문에 포탑은 오른쪽으로 보다 치우쳐서 탑재하게 되었다. 이렇게 개조된 빅커스 6톤 전차는 Mk.F 라는 이름을 갖게 되었고, 벨기에는 샘플 한 대를 테스트했으나, 시험 결과 채용을 거부했다. 그렇지만 구형 엔진을 장착한 새로운 차체는 핀란드와 시암(현재의 타이)에 팔렸다.
영국 육군은 60파운드 포(127mm)를 끌 수 있는 포병 트랙터 용도로 Mk.E를 소수 개조하였다. 영국 육군은 Dragon, Medium Mark IV'라는 이름으로 12대를 주문했고 중국이 23대, 인도가 18대를 주문했다.
폴란드는 대체적으로 설계에 만족하여 50대를 구매하여 자국에서 면허 생산했다. 폴란드는 빅커스6톤 전차에 기존에 보유하고 있던 디젤 엔진과 기관총, 그리고 더 커진 공기 흡입구를 장착하는 개조 작업을 수행했고, 이를 7TP라 명명하여 채용했다. 원형의 빅커스 6톤 전차는 38대만이 운용되었고, 12대는 조립되지 않은 채 남겨져 예비 부품으로 활용되었다. 38대의 원래 2포탑 전차는 나중에 22대가 개량된 포탑 및 47mm 주포를 탑재한 1개 포탑형으로 개조되었다.(표준 B형이다)
소련도 빅커스 전차의 설계에 만족하여 면허 생산했다. 그러나, 소련의 경우 자국 내 생산은 T-26 경전차로 생산하기 시작하여 여러 가지 파생형을 포함하여 대략 12,000대 이상 생산했다. 소련은 초기 2포탑 T-26에 7.62mm DP-28 기관총을 각 포탑에 장착하거나 기관총 1정과 37mm 포를 각 포탑에 혼성 탑재했다. 나중에 더 일반화된 버전은 45mm 주포와 2정의 DT 기관총을 장착했다. T-26의 마지막 버전은 차체와 포탑의 경사 장갑을 용접 방식으로 생산했다. T-26이 광범위하게 사용되고, 가능한 플랫폼이었던 때문에 소련은 T-26 차체에 기반한 공병 차량을 만들었다. 화염방사기나 가교 전차같은 것들이다. 유명한 무선 조종 파괴 전차도 T-26 차체를 이용한 것이었다. 스페인 내전 중에 소련은 T-26을 공화파 군대에 300여대가량 지원했다. 1937년 3월, 과달라야라 전투에서 공화파의 T-26에 시달렸던 이탈리아군은 이 전차들의 일부를 노획하여 M13/40의 참고 모델로 삼았다.

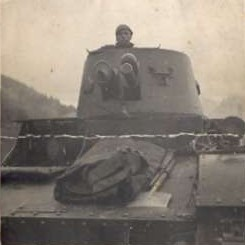
1938년의 폴란드군의 빅커스E

1939년에 소련과 핀란드 간의 겨울 전쟁 중에 핀란드군 기갑부대는 대략 32대의 구식 르노 FT-17 전차와 기관총으로 무장한 몇 대의 빅커스-카든-로이드 Mk. IV 등과 함께 26대의 빅커스 6톤 전차로 무장하고 있었다. 빅커스 6톤 전차는 종전 후에 37mm 보포스 대전차포로 주무장을 바꾸게 된다. 이 전차들 중 13대만이 전선에 투입되어 전투에 참가할 수 있었다.
겨울 전쟁 중인 1940년 2월 26일 혼카니미 전투에서, 핀란드는 전쟁 중 처음이자 마지막으로 자신들이 보유한 빅커스 전차를 소련군 기갑부대와 전투에 투입했다. 그 결과는 재난에 가까웠다. 핀란드군 빅커스 6톤 전차 13대 중에서 고작 6대만이 전투가 가능했고 소련군 방어선에 첫 번째 공격에 참가할 수 있었다. 상황은 더 나빠져 6대 중 1대는 넓은 참호를 넘을 수 없어서 전진을 멈춰야 했다. 남은 5대는 고작 수 백미터를 계속 전진했으나 혼카니미 마을에 주둔하고 있던 소련군 전차 12대 한복판으로 뛰어들었다. 핀라든군 전차들은 소련군 전차 3대를 격파했지만 곧 그들 자신들도 격파되었다. 이후에 계속된 정찰전에서 핀란드군은 2대의 빅커스 전차를 더 잃었다.
1941년에 핀란드는 그들이 보유한 빅커스 6톤 경전차에 겨울 전쟁 중에 노획한 소련제 45mm 포를 장착하고 이름을 T-26E로 개명했다. 핀란드 육군은 계속 전쟁 기간 중에 이렇게 개조한 빅커스 전차들을 사용했다. 19대가 개조되었고, 75대의 소련제 T-26 경전차와 함께 제2차 세계 대전이 끝난 후에도 계속 사용되었다. 핀란드군은 이 개조형 빅커스들 중 일부를 1959년까지 훈련용으로 계속 사용했고, 1959년이 되어서야 핀란드는 더 새로운 영국 및 소련제 전차들로 교체했다.

## 버전
- 볼리비아 - 2개의 포탑을 가진 A형 1대와 1개의 포탑을 가진 B형 2대를 사용했다. 볼리비아의 빅커스 전차는 남아메리카에서 처음으로 사용된 전차였다. 1933년 이 전차들은 파라과이와 차코 전쟁에 실전 투입되었다.
- 불가리아 - 8대의 1개 포탑을 가진 Mk.E B형을 구매하여 훈련용으로 사용했다.
- 중화민국 - 20대의 단일 포탑형인 B형을 사용했다. 이 전차들은 1937년 상하이 사변 당시 일본군과 전투에 투입되었다.

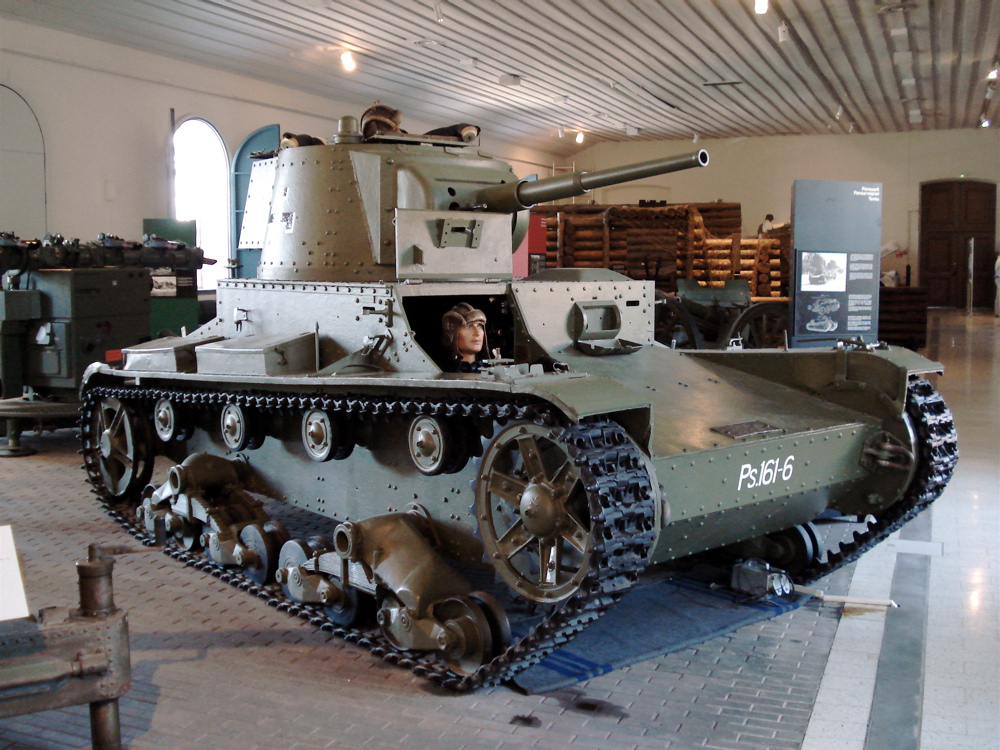
핀란드군의 빅커스. 노획한 소련제 45mm 전차포를 장착했다

- 핀란드 - 1938년부터 33대를 사용했다. 핀란드 육군의 빅커스 전차들은 단포신 47mm 포로 무장했으며, 나중에 스웨덴의 보포스사에서 개발한 37mm 대전차포를 장비했다. 소련과 겨울 전쟁에서 사용되었고, 전쟁 후에 핀란드군은 노획한 T-26에서 사용된 소련제 장포신 45mm 전차포를 Mk.E에 장착하는 개수 작업을 실시했다. 핀란드군은 이렇게 개수한 빅커스 전차를 T-26E라 명명했다. 이 전차들은 1941년부터 1944년까지 전투에 사용되었고, 1959년까지 훈련용 전차로 핀란드군에서 사용되었다.
- 그리스 - 테스트 목적으로 2대를 샀다.
- 폴란드 - 1932년부터 38대를 사용했다. B형 22대와 A형 16대였다. 폴란드군 전차의 중요한 특징은 승무원 거주 구역 뒤족에 대형 공기 흡입구가 장착되어 있다는 점이다. 폴란드는 또한 면허 생산권을 획득하여 7TP로 발전시켰다. 빅커스 Mk.E(빅커스E)는 폴란드 침공 당시 독일군과 싸웠다.
- 포르투갈 - 테스트 목적으로 2대를 샀다.
- 소련 - 빅커스 Mk.E 전차의 최초 고객은 소련이었다. 1931년에 15대의 2포탑의 A형과 면허 생산권을 획득했다. 소련은 이 모델을 발전시킨 T-26 경전차를 약 12,000대가량 생산했다.
- 스페인 - 소련제 T-26 경전차와 1대의 볼리비아 사양의 단일포탑을 갖춘 빅커스 Mk.E B형을 사용했다.
- 태국 (이 당시에는 "시암"이라는 이름이었다) - 30대의 빅커스 Mk.E B형을 사용했다. 태국 육군의 B형 빅커스는 1940년 12월에서 1941년 1월까지 프랑스령 인도차이나에서 벌어진 프랑스-태국 전쟁에서 사용되었다.
- 영국 - 단지 4대만을 훈련용으로 사용했다.

## 외부 추가 정보
- Vickers Mk.E의 역사와 실전 기록 보관됨 2007-10-29 - 웨이백 머신